# Copa Sudamericana

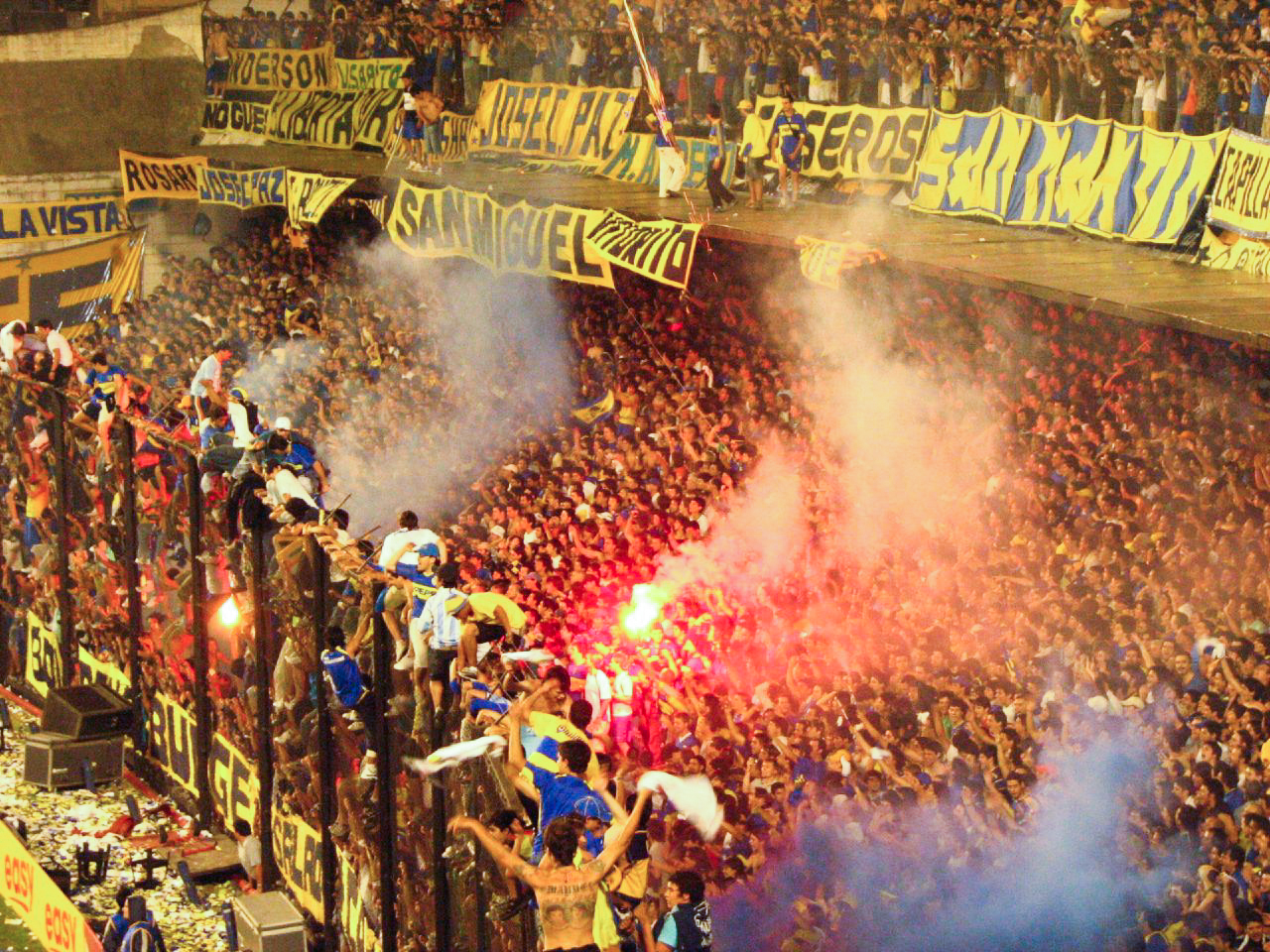
Boca Juniors klack under finalen 2005.

Copa Sudamericana (också känd som CONMEBOL Sudamericana) är en internationell turnering för sydamerikanska fotbollsklubbar organiserat av CONMEBOL.
Den tog över 2002 andra turneringar som Copa Mercosur, Copa Merconorte, Copa CONMEBOL och Supercopa. Sedan 2003 finns det lag från Brasilien och från 2005 medlemmar från CONCACAF.
Det är regionens andra största turnering för klubblag efter Copa Libertadores.
Vinnaren av Copa Sudamerican möter Copa Libertadores-vinnaren i Recopa Sudamericana, samt den japanska ligamästarlaget i Suruga Bank Cup.

## Resultat
Vinnarens resultat står först.
| Säsong    | Vinnare                 | Finalist            | Resultat | Resultat | Resultat |
| Säsong    | Vinnare                 | Finalist            | Match 1 | Match 2 | Totalt |
| 2002–2009 | 2002–2009               | 2002–2009           | 2002–2009 | 2002–2009 | 2002–2009 |
| --------- | ----------------------- | ------------------- | --- | --- | --- |
| 2002      | San Lorenzo             | Atlético Nacional   | 4–0 | 0–0 | 4–0 |
| 2003      | Cienciano               | River Plate         | 3–3 | 1–0 | 4–3 |
| 2004      | Boca Juniors            | Bolívar             | 0–1 | 2–0 | 2–1 |
| 2005      | Boca Juniors            | UNAM                | 1–1 | 1–1 | 2–2 (4–3 str.) |
| 2006      | Pachuca                 | Colo-Colo           | 1–1 | 2–1 | 3–2 |
| 2007      | Arsenal                 | América             | 3–2 | 1–2 | 4–4 (BM) |
| 2008      | Internacional           | Estudiantes         | 1–0 | 1–1 (e.f.) | 2–1 |
| 2009      | LDU Quito               | Fluminense          | 5–1 | 0–3 | 5–4 |
| 2010–2019 |                         |                     | | | |
| 2010      | Independiente           | Goiás               | 0–2 | 3–1 (e.f.) | 3–3 (5–3 str.) |
| 2011      | Universidad de Chile    | LDU Quito           | 1–0 | 3–0 | 4–0 |
| 2012      | São Paulo               | Tigre               | 0–0 | 2–0 | 2–0 |
| 2013      | Lanús                   | Ponte Preta         | 1–1 | 2–0 | 3–1 |
| 2014      | River Plate             | Atlético Nacional   | 1–1 | 2–0 | 3–1 |
| 2015      | Santa Fe                | Huracán             | 0–0 | 0–0 (e.f.) | 0–0 (3–1 str.) |
| 2016      | Chapecoense             | Atlético Nacional   | Spelades aldrig på grund av flygplanskraschen Chapecoenses var med om. Chapecoense kom att tilldelas titeln efter Atlético Nacionals önskan om detta | Spelades aldrig på grund av flygplanskraschen Chapecoenses var med om. Chapecoense kom att tilldelas titeln efter Atlético Nacionals önskan om detta | Spelades aldrig på grund av flygplanskraschen Chapecoenses var med om. Chapecoense kom att tilldelas titeln efter Atlético Nacionals önskan om detta |
| 2017      | Independiente           | Flamengo            | 2–1 | 1–1 | 3–1 |
| 2018      | Athletico Paranaense    | Junior              | 1–1 | 1–1 (e.f.) | 2–2 (4–3 str.) |
| Säsong    | Vinnare                 | Finalist            | Resultat | Resultat | Resultat |
| 2019      | Independiente del Valle | Colón               | 3–1 | 3–1 | 3–1 |
| 2020–2029 |                         |                     | | | |
| 2020      | Defensa y Justicia      | Lanús               | 3–0 | 3–0 | 3–0 |
| 2021      | Athletico Paranaense    | Red Bull Bragantino | 1–0 | 1–0 | 1–0 |
| 2022      | Independiente del Valle | São Paulo           | 2–0 | 2–0 | 2–0 |

## Skyttekungar
| År   | Målskytt                                                              | Klubb                                                             | Mål |  |
| ---- | --------------------------------------------------------------------- | ----------------------------------------------------------------- | --- |  |
| 2002 | Rodrigo Astudillo Gonzalo Galindo Pierre Webó                         | San Lorenzo Bolívar Nacional                                      | 4   |  |
| 2003 | Germán Carty                                                          | Cienciano                                                         | 6   |  |
| 2004 | Horacio Chiorazzo                                                     | Bolívar                                                           | 5   |  |
| 2005 | Bruno Marioni                                                         | Pumas de la UNAM                                                  | 7   |  |
| 2006 | Humberto Suazo                                                        | Colo-Colo                                                         | 10  |  |
| 2007 | Ricardo Ciciliano                                                     | Millonarios                                                       | 6   |  |
| 2008 | Alex Raphael Meschini / Nilmar                                        | Internacional                                                     | 5   |  |
| 2009 | Claudio Bieler                                                        | LDU Quito                                                         | 8   |  |
| 2010 | Rafael Moura                                                          | Goiás FC                                                          | 8   |  |
| 2011 | Eduardo Vargas                                                        | Club Universidad de Chile                                         | 11  |  |
| 2012 | Jonathan Fabbro Fábio Renato Carlos Núñez Wason Rentería Michael Ríos | Cerro Porteño Liverpool LDU Loja Millonarios Universidad Católica | 5   |  |
| 2013 | Enner Valencia                                                        | Emelec                                                            | 5   |  |
| 2014 | Miller Bolaños Andrés Vilches                                         | Emelec Huachipato                                                 | 5   |  |
| 2015 | Ramón Ábila Miller Bolaños Wilson Morelo José Ariel Núñez             | Huracán Emelec Santa Fe Olimpia                                   | 5   |  |
| 2016 | Miguel Borja Cecilio Domínguez                                        | Atlético Nacional Cerro Porteño                                   | 6   |  |
| 2017 | Jhon Cifuente Luis Miguel Rodríguez Felipe Vizeu                      | Universidad Católica Atlético Tucumán Flamengo                    | 5   |  |
| 2018 | Nicolás Benedetti Pablo                                               | Deportivo Cali Atlético Paranaense                                | 5   |  |
| 2019 | Silvio Romero                                                         | CA Independiente                                                  | 5   |  |
| 2020 | Braian Romero                                                         | Defensa y Justicia                                                | 10  |  |
| 2021 | Agustín Álvarez                                                       | Peñarol                                                           | 10  |  |
| 2022 | Bernardo Cuesta                                                       | Melgar                                                            | 8   |  |